# Brachyplatystoma rousseauxii
Brachyplatystoma rousseauxii är en fiskart som först beskrevs av Castelnau, 1855.  Brachyplatystoma rousseauxii ingår i släktet Brachyplatystoma och familjen Pimelodidae. IUCN kategoriserar arten globalt som livskraftig. Inga underarter finns listade.